# Bulbophyllum chondriophorum
Bulbophyllum chondriophorum là một loài phong lan thuộc chi Bulbophyllum.